# ヴァルター HWK 109-500
ヴァルター HWK 109-500
コスフォード王立空軍博物館に展示されているHWK 109-500
- 用途：JATO
- 分類：液体燃料ロケット
- 製造者：HWK
- 生産数：6,000基

ヴァルター HWK 109-500（Walter HWK 109-500）は、第二次世界大戦中にドイツのHWK社により開発された液体燃料ロケットである。
109-500はポッド内に収められた「離陸補助」（Starthilfe）エンジン（JATO）であり、30秒間の間500 kgf (1,100 lbf)の推力を発生することができた。燃料を消費し尽くすとポッドは投棄され、ポッド前端に装着されたパラシュートを使用して降下後に地上で回収された。
109-500は1942年に実用に入り、約6,000基がハインケル社により製造された。広範囲に様々な機種で使用されたが、特に（外部爆装で重荷重の場合の）Jumo 004エンジン搭載のアラドAr234Bは潜在的に出力不足であり、国立航空宇宙博物館の唯一現存する修復された同機が109-500を両翼下に縣架した運用状態で展示されている。

## 搭載機

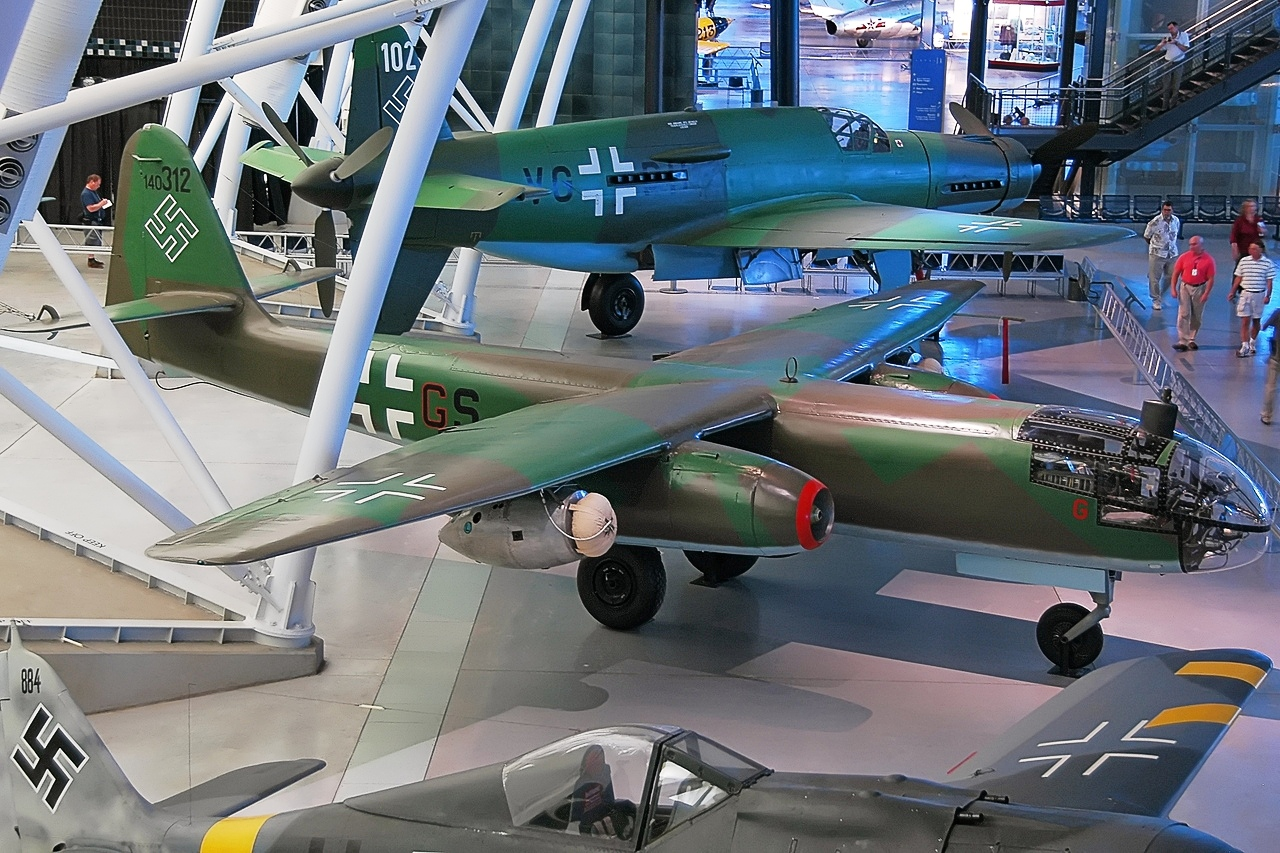
国立航空宇宙博物館に展示されているアラドAr234の主翼下に縣架されたHKW 109-500。先端にはパラシュートが装着されている。

- アラドAr234
- ブローム・ウント・フォス BV 138
- ドルニエ Do 18
- ハインケル He 111
- メッサーシュミット Me 321

## 要目
一般的特性
- 形式: 液体燃料ロケット
- 全長:
- 直径:
- 乾燥重量:

構成要素
- 圧縮機:

性能
- 推力: 500 kg (1,100 lb)
- 出力重量比:

出典: Christopher, John.  The Race for Hitler's X-Planes. The Mill, Gloucestershire:  History Press, 2013.